# Святая Евлалия (картина Уотерхауса)
«Святая Евлалия» (англ. Saint Eulalia) — картина британского художника Джона Уильяма Уотерхауса, написанная в 1885 году. Изображает мученическую смерть христианской святой Евлалии Меридской. Картина находится в Британской галерее Тейт в Лондоне.

## Сюжет и описание
Полотно характеризуется неожиданной композицией, это одна из самых необычных и ярких картин Уотерхауса. Тело святой сильно уменьшено в ракурсе, а снег контрастирует с обнажённой фигурой Евлалии, так что 12-летняя девочка кажется совершенно неуместной на картине. Выбор художником такой композиции — размещение тела на переднем плане и практически пустой центральной части полотна — был рискованным, но он сработал: поместив все прочие фигуры на задний план, художник сосредоточил взгляд зрителя на обнажённом теле. Изображение обнажённого тела также было новаторством для раннего Уотерхауса — и что-то, что могло подвергнуть его критике, — но его чуткое отношение к фигуре, молодость святой и исторический контекст картины позволили ему избежать пера критиков. Взгляд зрителя также направляется на убитую девушку копьём римского стража, указывающего на веревки, которыми святую привязывали к столбу распятия.
Согласно легенде о святой Евлалии снег был послан Богом как саван, чтобы покрыть наготу святой; а голубь, летящий вверх над толпой скорбящих, указывает на то, что душа Евлалии вознеслась на небеса, вылетев из её приоткрытых уст.